# Oceanapia phillipensis
Oceanapia phillipensis är en svampdjursart som beskrevs av Arthur Dendy 1895. Oceanapia phillipensis ingår i släktet Oceanapia och familjen Phloeodictyidae. Inga underarter finns listade i Catalogue of Life.